# Шмелевидка жимолостная дальневосточная
Шмелевидка жимолостная дальневосточная (лат. Hemaris affinis) — вид бабочек рода шмелевидки из семейства Бражники. Россия (Дальний Восток, Амурская область, Приморский край, Хабаровский край, Сахалин, Курильские острова), Монголия, Тайвань, Китай, Корея, Япония.

## Описание

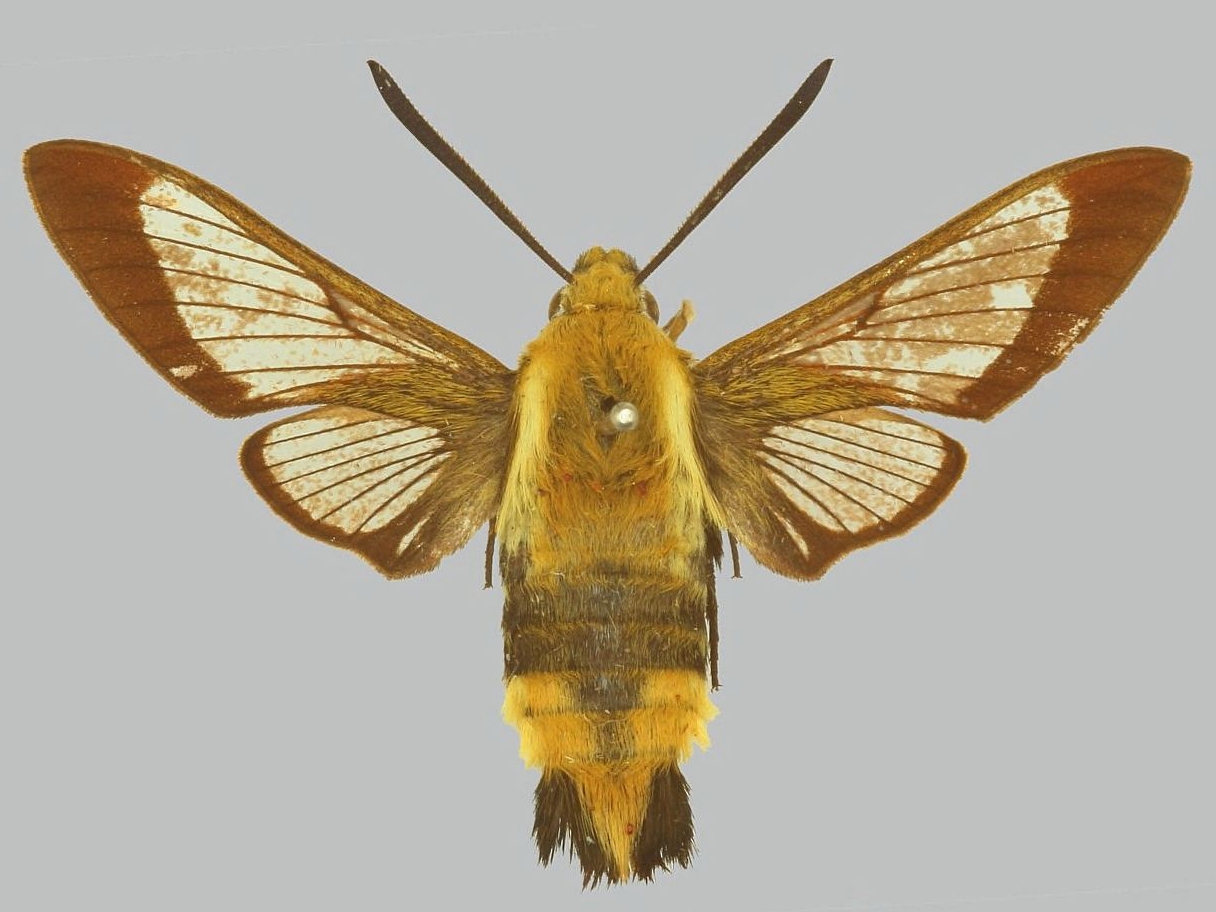
Самец

Размах крыльев около 43—54 мм. Внешне напоминают шмелей (брюшко сверху пушистое, усики веретеновидные).  Пьют нектар не садясь на цветки, а зависают возле них в воздухе.
В китайских популяциях отмечено два поколения. Имаго летают с мая по август.
Гусеницы питаются на растениях родов жимолость (Lonicera maackii) в России и на Lonicera japonica и Patrinia scabiosaefolia в Корее
.